# Sportfreunde Hamborn 07
Sportfreunde Hamborn 07 – niemiecki klub piłkarski, grający obecnie w Niederrheinlidze (odpowiednik szóstej ligi), mający siedzibę w mieście Duisburg (Hamborn to dzielnica Duisburga), leżącym w Nadrenii Północnej-Westfalii.

## Historia
- 1954 - został założony jako Sportfreunde Hamborn 07 (fuzja klubów SV Hamborn 07 i Sportfreunde Hamborn)

## Sukcesy
- 6 sezonów w Oberlidze West (1. poziom): 1955/56, 1957/58 i 1959/60-1962/63.
- 3 sezony w 2. Oberlidze West (2. poziom): 1954/55, 1956/57 i 1958/59.
- 8 sezonów w Regionallidze West (2. poziom): 1963/64-1970/71.
- 2. Oberliga West (2. poziom): 1957 i 1959 (mistrz) oraz 1955 (wicemistrz - awans do Oberligi West)
- Landesliga Niederrhein - Gruppe 3. (7. poziom): 2011 (mistrz)